# Pectocaris
Pectocaris es un género extintp de artrópodo himenocarino de los Esquistos de Maotianshan, del Cámbrico de la Provincia de Yunnan, China. Actualmente se conocen tres especies del género.

## Descubrimiento
La primera especie del género, Pectocaris spatiosa, fue descrita en 1999 con base en fósiles de los Esquistos de Maotianshan, sin embargo no fueron los primeros fósiles del género en ser excavados del área, en 1987 se describieron fósiles parciales de himenocarino, originalmente adscritos al género Odaraia(Odaraia ? eurypetala). Estos fósiles parciales no fueron reconocidos como miembros del género hasta 2004, manteniendo su nombre específico, irguiendo la especie Pectocaris euryptela. La especie final, Pectocaris inopinata no fue descrita hasta 2021. Todas las especies vienen del Miembro  Yu'anshan de la Formación Chiungchussu.
El nombre genérico, Pectocaris, viene del latín Pecto, "peine"; y griego caris, "gamba" o "cangrejo".

## Descripción y Especies

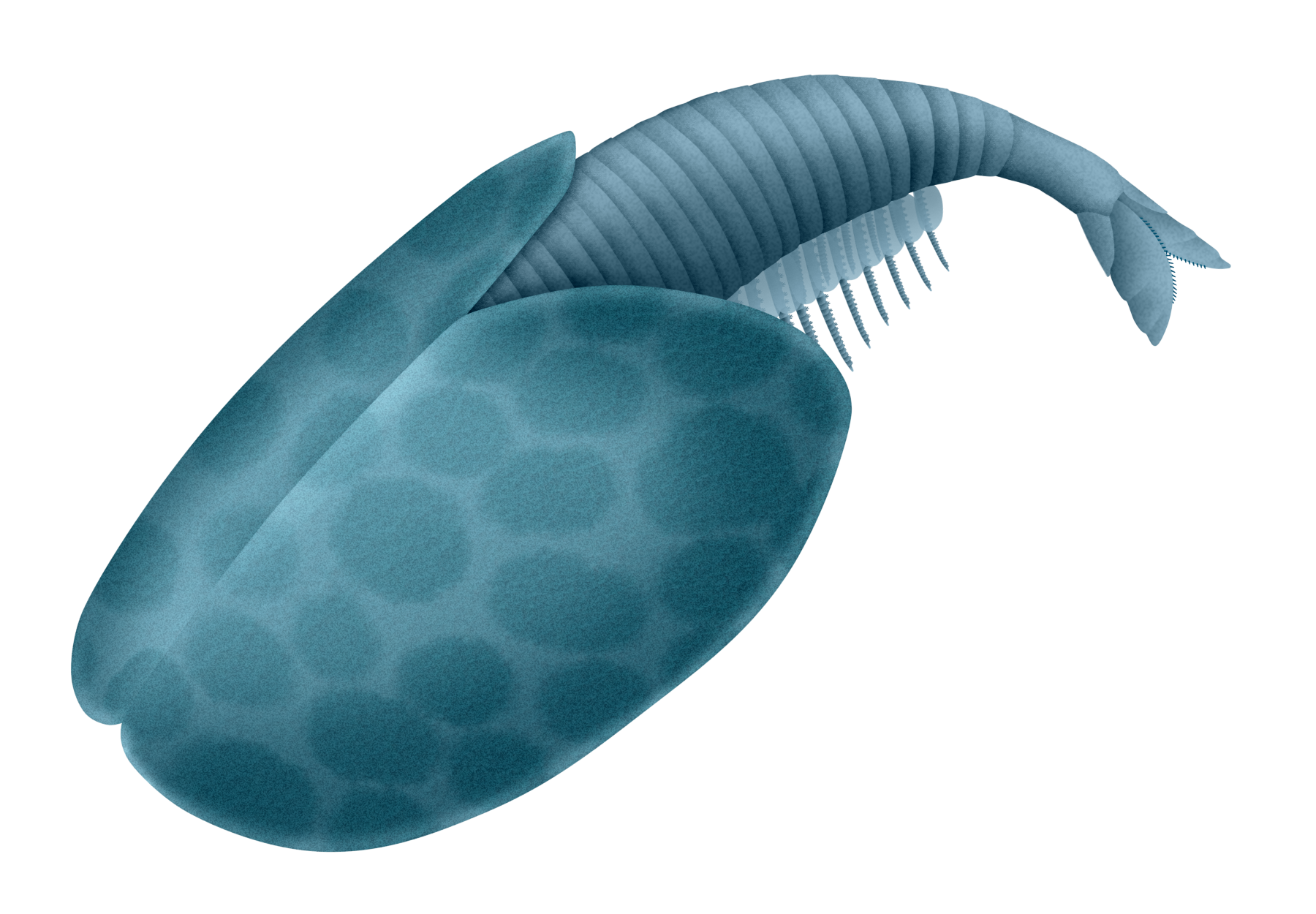
EL PECTOCARIS DE CRUSTÁCEO DEL CÁMBRICO INFERIOR DE LA BIOTA DE CHENGJIANG, YUNNAN, CHINA.

Poseían un caparazón bivalvo fusionado alargado, que cubría aproximadamente la mitad de la longitud total del cuerpo; del cual sobresalían un par de ojos pedunculados, las antenas y parte de la cabeza. Poseían mandíbulas con forma triangular. Poseían un tronco multisegmentado donde cada segmento se veía acompañado de un par de extremidades; solo el cefalotórax poseía apéndices birámicos, el resto de extremidades poseían un  endópodo multisegmentado y un exópodo en forma de solapa, bordeado por setas marginales, al igual que sus antenas. Su cuerpo acababa en un telson alargado, con un par de aletas como cola en forma de luna creciente.

### Pectocaris spatiosa
La especie tipo y más grande, superando los 10 cm de longitud. Poseía alrededor de 50 segmentos corporales, cada uno acompañado por su par de extremidades. Los apéndices del cefalotórax eran relativamente finos y las antenas eran las más cortas proporcionalmemnte..
Su nombre específico viene del latín y significa "espaciosa".

### Pectocaris eurypetala
P. eurypetala era la especie mediana, midiendo cerca de 4.5 cm de longitud. Poseía alrededor de 53 segmentos corporales, cada uno acompañado por su par de extremidades. Los apéndices del cefalotórax eran finos con enditas y  las antenas eran las más finas proporcionalmente.
Su nombre específico viene del latín eury, "ancho", y  del griego petala, "pétalos"; significando "pétalos anchos", en referencia a su caparazón bivalvo.

### Pectocaris inopinata
Se trataba de la especie más pequeña del género,  apenas superando 3.7 cm. Poseía alrededor entre 41 y 46 segmentos corporales, tan solo 29 de ellos poseían un par de extremidades. Los apéndices del cefalotórax eran poderosos, con enditas y una garra; las antenas eran las más robustas proporcionalmente.
Su nombre específico viene del latín inopinans, "inesperado", ya que los autores no se esperaban encontrar fósiles del género, al ser poco comunes; y porque en el campo, sin microscopios, no fueron capaces de identificarla como una nueva especie.